# Tattoo (minialbum The Boyz)
TATTOO – pierwszy japoński minialbum południowokoreańskiej grupy The Boyz, wydany 6 listopada 2019 roku przez wytwórnię Ariola Japan. Płytę promował singel o tym samym tytule.
Ukazał się w trzech edycjach: regularnej (CD) i dwóch limitowanych. Album osiągnął 2 pozycję w rankingu Oricon i pozostał na liście przez 3 tygodnie, sprzedał się w nakładzie ponad 19 823 egzemplarzy w Japonii (wg Billboard Japan).

## Lista utworów
| CD | CD               | CD      |
| Nr | Tytuł utworu     | Długość |
| -- | ---------------- | ------- |
| 1. | „Back All Black” | 3:21    |
| 2. | „TATTOO”         | 3:52    |
| 3. | „Espionage”      | 3:16    |
| 4. | „Stupid Sorry”   | 3:30    |
| 5. | „Bye Bye Bye”    | 3:29    |
| 6. | „Brighter”       | 3:27    |

## Notowania
| Lista                   | Pozycja |
| ----------------------- | ------- |
| Gaon Weekly Album Chart | 2       |